# Monte Legnone
Monte Legnone to szczyt w Alpach Bregamskich. Leży w północnych Włoszech, w Lombardii, w prowincji Lecco.